# Love me, I love you
《love me, I love you》，是日本樂團B'z的第17張單曲。1995年7月7日發行。

## 簡介
《love me, I love you》被用作萩原健一主演的朝日電視台電視劇《外科医柊又三郎》的主題曲。
在1995年7月7日星期五發行，比同週其它單曲的統計時間少了兩天，所以出動銷量比前作少，不過依然取得首週的Oricon公信榜單曲週榜冠軍，並蟬聯兩週。
只有這張和心願單曲使用蜜蜂尾部造型的B'z標誌。
是1995年度日本單曲銷量第14位。
至此連續10張單曲銷量超過100萬張，是日本首位連續十作單曲銷量過百萬的歌手。
最終銷量約139.3萬張，為日本最暢銷單曲第97名。

## 製作人員
- 松本孝弘：吉他、全曲作曲和編曲
- 稻葉浩志：主唱、全曲作詞
- 明石昌夫：貝斯（#2）、編曲（#2）
- 青山純：鼓
- 池田大介：全曲編曲
- 小野塚晃：鋼琴 （#2）
- ：薩克斯風 （#1）
- 佐佐木史郎：小號 （#1）
- 小林太：小號 （#1）
- 中路英明：長號 （#1）
- 岩切玲子：和聲歌手（#1）
- 古川真一：和聲歌手（#2）
- 日色Strings：Strings

## 收錄曲目
1. love me, I love you
朝日電視台電視劇《外科医柊又三郎》的主題曲
2. 東京